# Aristolochia trianaei
Aristolochia trianaei är en piprankeväxtart som beskrevs av Pierre Étienne Simon Duchartre. Aristolochia trianaei ingår i släktet piprankor, och familjen piprankeväxter. Inga underarter finns listade i Catalogue of Life.